# Raionul Hrebinka, Poltava
Hrebinka (în ucraineană Гребінківський район, transliterat: Hrebinkivskîi raion) este un raion în regiunea Poltava, Ucraina. Reședința sa este orașul Hrebinka.

## Demografie
Componența lingvistică a raionului Hrebinka
     Ucraineană (95,78%)
     Rusă (3,62%)
     Alte limbi (0,27%)
Conform recensământului din 2001, majoritatea populației raionului Hrebinka era vorbitoare de ucraineană (95,78%), existând în minoritate și vorbitori de rusă (3,62%).